# Bucking Broadway
Bucking Broadway er en amerikansk stumfilm fra 1917 af John Ford.

## Medvirkende
- Harry Carey som Cheyenne Harry.
- Molly Malone som Helen.
- L. M. Wells.
- Vester Pegg som Thornton.
- William Steele.